# اوله گونر سولشر
اوله گونر سولسشائر (نروژی: Ole Gunnar Solskjær؛ زادهٔ ۲۶ فوریه ۱۹۷۳) مربی و بازیکن سابق فوتبال اهل نروژ است. او، به‌عنوان بازیکن، بیشتر دوران فوتبالی‌اش را به‌عنوان مهاجم در تیم باشگاهیِ منچستر یونایتد گذراند.
قبل از پیوستن به منچستر یونایتد، سولشر در باشگاه‌های کالازنه‌انگن و مولده در اوز بازی می‌کرد. در سال ۱۹۹۶ با مبلغ ۱٫۵ میلیون پوند به منچستر یونایتد پیوست و در ۳۶۶ بازی برای این تیم، ۱۲۶ گل به ثمر رساند. او در بیشتر بازی‌ها به‌عنوان یار ذخیره به میدان می‌آمد و گلزنی می‌کرد؛ از همین روی، با عنوان «ذخیره طلایی» نیز از او یاد می‌شود؛ به‌خصوص در بازی فینال لیگ قهرمانان ۱۹۹۹ که یونایتد با یک گل از بایرن مونیخ عقب بود و با گل‌های شرینگهام و سولشر در دقایق پایانی، یونایتد به سه‌گانه رسید.
در سال ۲۰۰۷ و پس از آن که مصدومیت زانویش بهبود نیافت، او از دنیای فوتبال خداحافظی کرد. با این حال، به‌عنوان مربی و سفیر در این باشگاه باقی ماند. در سال ۲۰۰۸ به‌عنوان مربی آکادمی منصوب شد. در سال ۲۰۱۱ به کشورش بازگشت و سرمربی‌گری تیم سابقش مولده را بر عهده گرفت. در دو فصل ابتدایی، این تیم را برای اولین بار به مقام قهرمانی لیگ برتر فوتبال نروژ رساند و در فصل سوم نیز در جام حذفی فوتبال نروژ به مقام قهرمانی رسید. در سال ۲۰۱۴ به‌عنوان سرمربی کاردیف سیتی در لیگ برتر انگلستان منصوب شد، اما این تیم به دستهٔ پایین‌تر سقوط کرد و در ابتدای فصل بعدی نیز از این تیم جدا شد. در سال ۲۰۱۵ دوباره به مولده بازگشت. در ۱۹ دسامبر ۲۰۱۸ او به‌عنوان مربی موقت جانشین ژوزه مورینیو در تیم سابقش منچستر یونایتد شد. در ۲۸ مارس ۲۰۱۹ نیز به‌عنوان سرمربی دائم منصوب شد و قراردادی سه‌ساله با این تیم امضا کرد. سرانجام در ۲۴ اکتبر ۲۰۲۱ از منچستر یونایتد اخراج شد.

## افتخارات
مربی
- اولین قهرمانی تاریخ باشگاه مولده در لیگ برتر نروژ در سال ۲۰۱۱
- سه دوره قهرمانی لیگ برتر نروژ در سالهای ۲۰۱۱٬۲۰۱۲٬۲۰۱۴
- لیگ برتر انگلستان نایب قهرمان ۲۰۲۱–۲۰۲۰
- لیگ اروپا نایب قهرمان ۲۰۲۱–۲۰۲۰

## کناره‌گیری از بازی
او در سال ۲۰۰۷ به دلیل مصدومیت از ناحیهٔ پا مجبور به کناره‌گیری از دنیای فوتبال به‌عنوان بازیکن شد.

## مربی‌گری

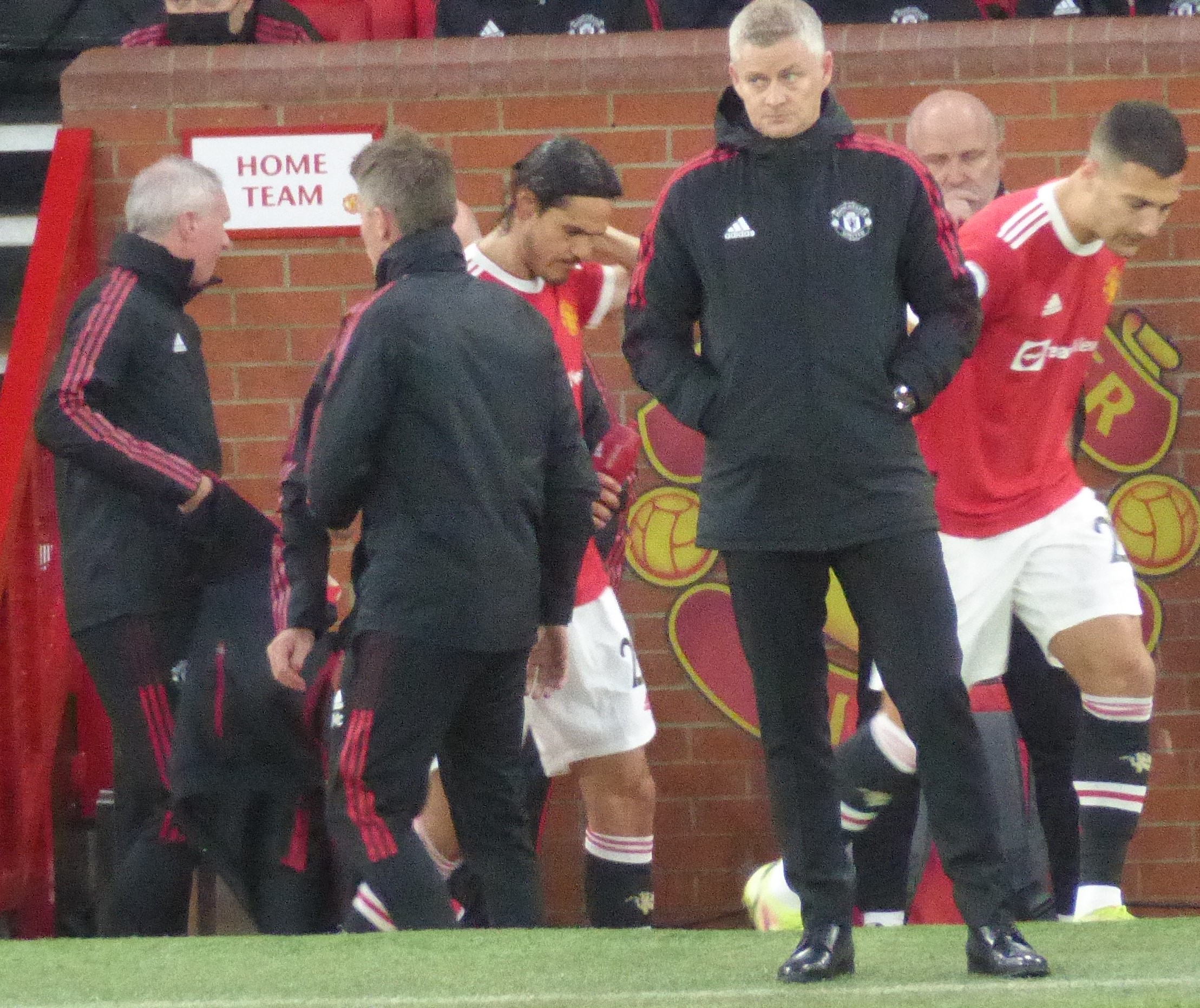
منچستر یونایتد - لیورپول (0-5)، لیگ برتر، اولدترافورد، شهر متروپولیتن ترافورد، منچستر بزرگ، انگلستان، 24 اکتبر 2021

### نخستین حضور به عنوان مربی
بعد از مصدومیت سولشر، الکس فرگوسن او را به‌عنوان مربی مهاجمان منچستر یونایتد استخدام کرد.
سولشر سال بعد به‌عنوان سرمربی تیم ذخیرهٔ منچستر یونایتد مشغول به فعالیت شد.
در سال ۲۰۰۸ به وی پیشنهاد مربی‌گری تیم ملی نروژ داده شد، اما او نپذیرفت و اعلام کرد برای مربی‌گری در تیم ملی زود است.

### مولده
در ۹ نوامبر ۲۰۱۰، سولشر قراردادی چهار ساله برای مربیگری باشگاه نروژی مولده را امضا کرد، این باشگاه نخست او بود پیش از این که به عنوان بازیکن به یونایتد بپیوندد.

### کاردیف
در ۲ ژانویه ۲۰۱۴، سولشر به عنوان سرمربی کاردیف سیتی برگزیده شد.

### منچستر یونایتد
چند روز پس از اخراج ژوزه مورینیو، باشگاه منچستریونایتد در ۱۹ دسامبر ۲۰۱۸، سولشر را به‌عنوان سرمربی موقت این باشگاه تا پایان فصل انتخاب کرد.
او پس از اخراج ژوزه مورینیو پیش از ژانویهٔ ۲۰۱۹ به‌عنوان مربی موقت تا پایان فصل ۲۰۱۹ برگزیده شد.

### فصل ۲۰۱۸–۱۹
پس از کسب ۱۴ بُرد در ۱۹ بازی ابتدایی‌اش، سولشر در ۲۸ مارس ۲۰۱۹ به‌عنوان سرمربی دائم باشگاه انتخاب شد و قرارداد سه‌ساله‌ای با این تیم امضا کرد.

### فصل ۲۰۲۰–۲۱
در این فصل، سولشر همراه با یونایتد به نایب قهرمانی لیگ برتر انگلیس رسید و به فینال لیگ اروپا راه یافت ولی با نتیجهٔ ۱–۱ و شکست ۱۱–۱۰ در ضربات پنالتی با خراب شدن پنالتی داوید دخ‍یا مقابل ویارئال به نایب قهرمانی لیگ اروپا ۲۰۲۰–۲۰۲۱ رسید.

### فصل ۲۰۲۱–۲۲
در ۲۴ اکتبر ۲۰۲۱, منچستریونایتد با هدایت سولشر در مقابل تیم لیورپول در اولدترافورد با نتیجه سنگین پنج بر صفر بازی را واگذار کرد که در آن زمان سنگین‌ترین باخت یونایتد مقابل لیورپول از سال ۱۹۲۵ به بعد محسوب شد. سولشر این روز را بعنوان تاریک‌ترین روز از هنگام سرمربی‌گری در منچستریونایتد عنوان کرد.
وی در نهایت بابت کسب نتایج ضعیف از تیم اخراج شد.